# OSIRIS-REx
För andra betydelser, se Osiris (olika betydelser).
OSIRIS-REx (Origins, Spectral Interpretation, Resource Identification, Security, Regolith Explorer) var en amerikansk rymdsond vars uppdrag är att hämta ett markprov från asteroiden 101955 Bennu och återföra det till jorden.
Rymdsonden sköts upp från Cape Canaveral Air Force Station med en Atlas V-raket den 8 september 2016. Den nådde fram till Bennu den 3 december 2018.
Den 21 oktober 2020 meddelades det att sonden hade gjort en lyckad landning på asteroiden där den befann sig under endast några sekunder för att ta ett markprov.
Den 24 september 2023 landade kapseln med materialprovet på Utah Test and Training Range.